# Agathocles của Bactria
Agathocles Dikaios (tiếng Hy Lạp cổ: Ἀγαθοκλῆς ὁ Δίκαιος, " Người Công bằng") là một vị vua Phật giáo của vương quốc Ấn-Hy Lạp, ông đã trị vì trong giai đoạn khoảng từ năm 190 đến năm 180 TCN. Ông có thể là một con trai của Demetrios và là một trong những vị vua chư hầu của ông ta, ông đã cai trị vùng đất Paropamisade nằm giữa Bactria và Ấn Độ. Trong trường hợp này, ông là một người cháu nội của Euthydemos và có đủ tư cách để đúc trên tiền xu của mình tước hiệu "Basileas Theos","Βασιλέας Θεός", (tiếng Hy Lạp nghĩa là "Vị vua chúa tể").
Ngày nay Agathocles được coi là một vị vua cùng thời hoặc là đã kế vị vua Pantaleon. Ông dường như đã bị Eucratides, vị vua nắm quyền kiểm soát lãnh thổ Hy Lạp-Bactria, tấn công và sát hại. Ít điều được biết về vị vua này, ngoài những đồng tiền của ông.

## Tiền xu phả hệ
Agathocles đã ban hành một loạt các đồng tiền "phả hệ" triều đại, có lẽ với mục đích để quảng bá cho dòng dõi và sự cai trị hợp pháp của mình, liên kết ông với Alexander Đại đế, một vị vua Antiochos Nikator (tiếng Hy Lạp: "Νικάτωρ" "Chiến thắng", có lẽ dự định là Antiochos III), vị vua sáng lập triều đại Diodotos của vương quốc Hy Lạp-Bactria và con trai của ông ta là Diodotos II, Euthydemos, Pantaleon, và Demetrios. Trên những đồng tiền này, Agathocles tự gọi mình là ΔΙΚΑΙΟΥ, "Người công bằng".

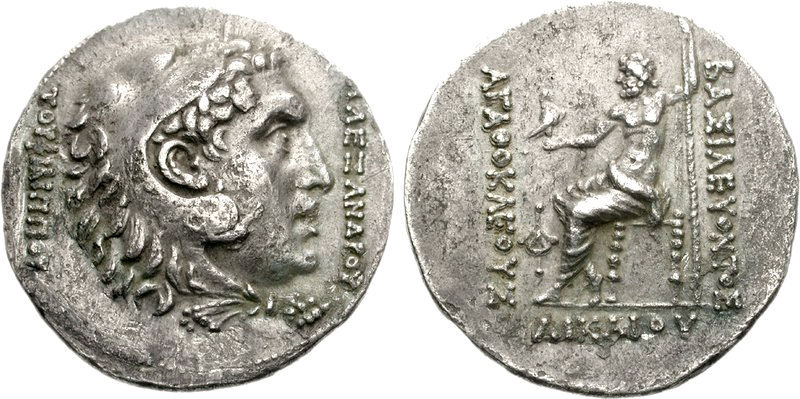
Tiền xu tưởng niệm Alexander Đại Đế của Agathocles.
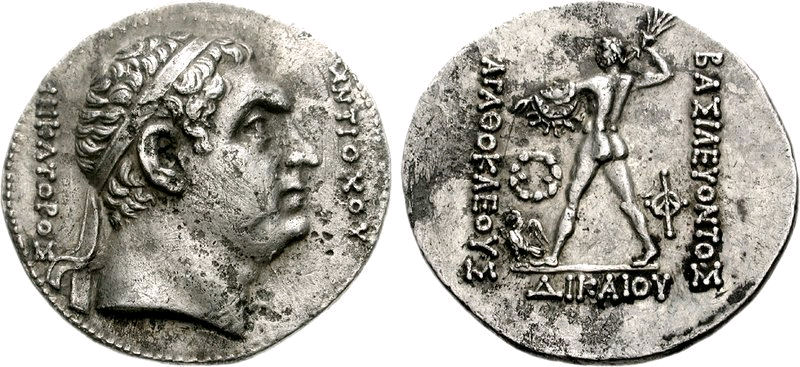
Tiền xu tưởng niệm Diodotos I dưới tên của Antiochos II.
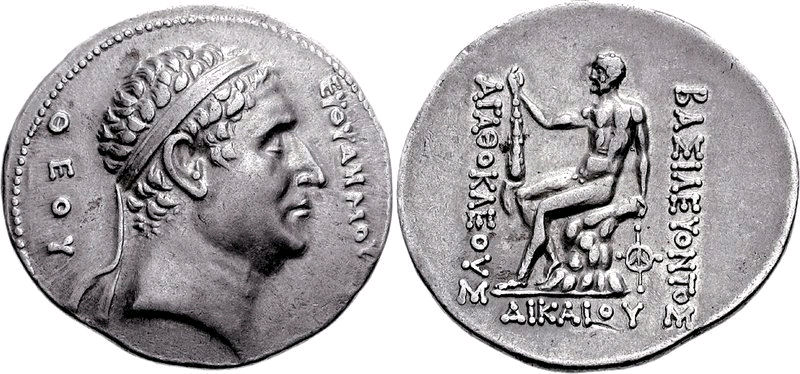
Tiền xu tưởng niệm Euthydemus I của Agathocles.
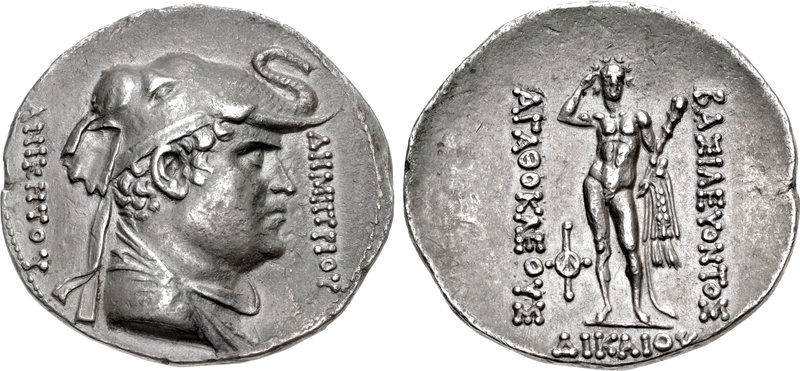
Tiền xu tưởng niệm Demetrios.
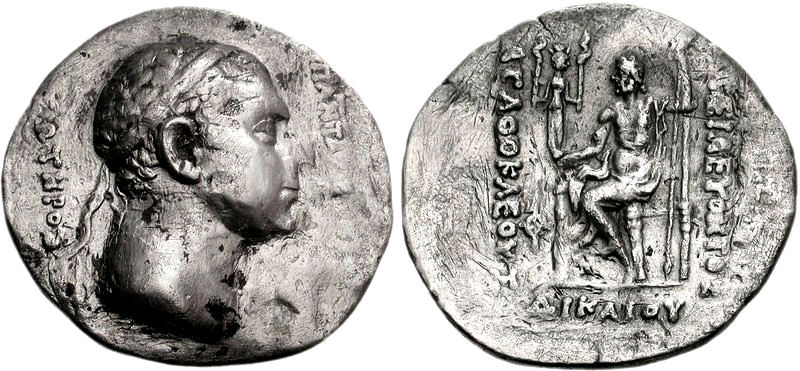
Tiền xu tưởng niệm Pantaleon của Agathocles.

## Triều đại hay kẻ soán ngôi

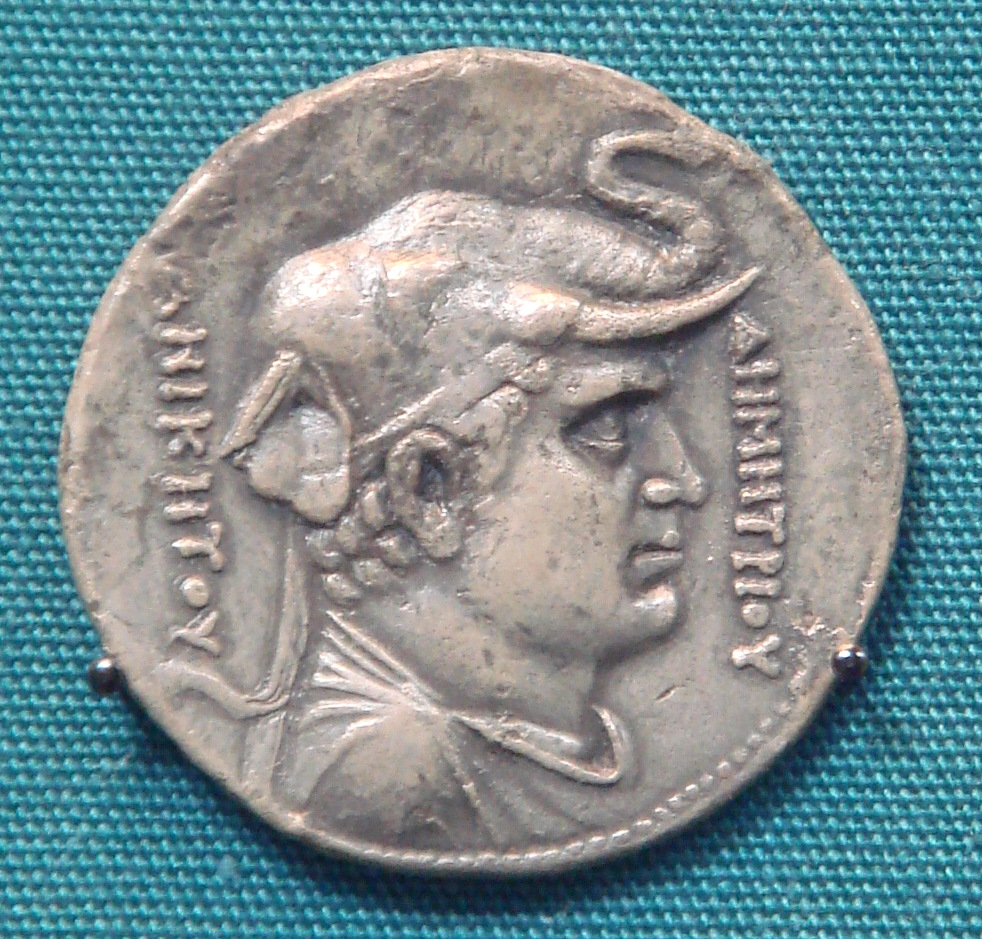
Đồng tiền phả hệ của Agathocles cùng với hình ảnh của vua Demetrios I.
Trước: – Dòng chữ tiếng Hy Lạp: ΔΗΜΗΤΡΙΟΥ ΑΝΙΚΗΤΟΥ i.e. "của vua Demetrios bất khả chiến bại".

Ông đã cho đúc những đồng tiền phả hệ để nhằm quảng bá về nguồn gốc tổ tiên của mình, nhưng có một điểm quan trọng có thể được xem xét. Tất cả các mối liên hệ đều cho thấy một sự trái ngược. Các vị vua triều đại Euthydemos (Demetrios và Euthydemos) không có liên quan đến Diodotos - trên thực tế, Euthydemos I đã lật đổ Diodotus II. Vương quốc Seleukos là kẻ thù của nhà Euthydemos- trong thực tế, vua Antiochos III đã bao vây Bactra trong gần ba năm trước khi tuyên bố chiến thắng Euthydemos I. Tuy vậy, Antiochos III được biết là có sử dụng danh hiệu "Nikator" ("Νικάτωρ" tiếng Hy Lạp nghĩa là "Chiến thắng ").
Ngoài ra, dấu hiệu về sự kết nối với Alexandros luôn là hình mẫu được những kẻ tiếm ngôi trong thế giới Hy Lạp sử dụng, chẳng hạn như vị vua giả mạo của nhà Seleukos là Alexander Balas và vị tướng người Syria Diodotos Tryphon.
Cuối cùng, những đồng tiền xu này có thể trợ giúp cho quan điểm về một kẻ soán ngôi, hoặc có thể hơn, một thành viên thuộc một nhánh nhỏ của một triều đại, mong muốn tập hợp sự ủng hộ của tất cả mọi phía với những đồng tiền tưởng niệm khác nhau của mình. Tuy nhiên, những điểm tương đồng giữa tiền đúc của ông và Pantaleon khiến cho Agathocles có thể thực sự là một họ hàng của vị vua này, trong trường hợp đó ông có thể là một kẻ soán ngôi.

## Tiền xu bằng Nickel

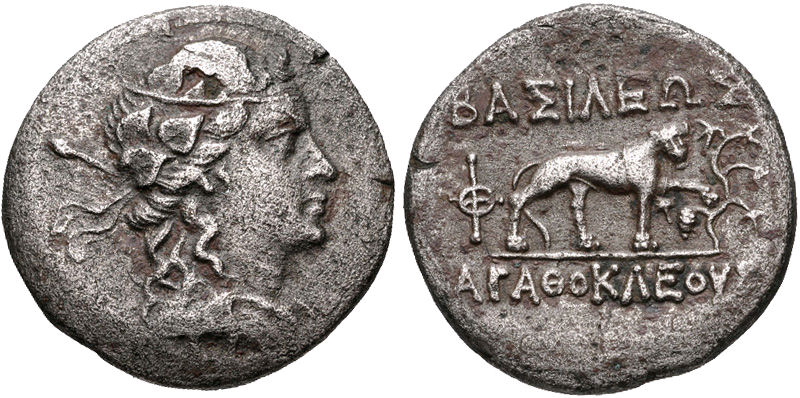
Tiền xu bằng nickel của Agathokles với thần Dionysos và con báo.

Ngoài ra, Agathocles và Pantaleon, cùng với vua Euthydemos II cùng thời với họ là những vị vua đầu tiên trên thế giới ban hành tiền xu bằng hợp kim đồng-niken (với tỷ lệ 75/25). Một công nghệ vốn chỉ được duy nhất người Trung Quốc sử dụng vào thời điểm đó (một số vũ khí có niên đại vào thời kỳ Chiến quốc làm bằng hợp kim đồng-niken). Những đồng xu này có thể dẫn đến suy đoán về sự tồn tại của các mối quan hệ thương mại với Trung Quốc vào khoảng thời gian này (xem vương quốc Hy Lạp-Bactria). Hợp kim đồng-niken chỉ được sử dụng lại trong tiền xu ở Hoa Kỳ vào thế kỷ 19.

## Tiền xu song ngữ
Đồng thời, Agathocles đã cho ban hành một dạng tiền xu song ngữ, với những biểu tượng của Phật giáo cũng như biểu tượng của đạo Hindu. Các đồng xu này được đúc theo tiêu chuẩn của Ấn Độ, sử dụng cả tiếng Brahmi, Hy Lạp hoặc Kharoshthi cùng với những biểu tượng nổi bật của các tôn giáo khác nhau ở Ấn Độ, điều này cho thấy khuynh hướng chấp nhận một cách đáng kể ngôn ngữ và các tôn giáo bản địa. Đây là một điều hiếm thấy trong số các vị vua Ấn-Hy Lạp sau này. Đây có thể được coi là nỗ lực đáng kể của các vị vua Ấn-Hy Lạp đầu tiên nhằm để giành được sự ủng hộ từ người dân Ấn Độ và tránh bị coi là những kẻ xâm lược

### Tiền xu Phật giáo

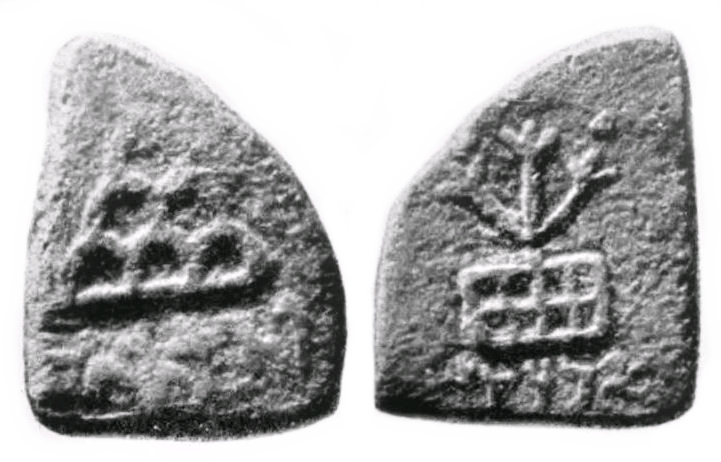
Biểu tượng sáu vòm đồi. Dòng chữ tiếngKharoshthi Akathukreyasa "Agathocles". Biểu tượng "cây trong hàng rào chắn song", dòng chữ tiếng Kharoshthi Hirañasame.

Những đồng tiền xu Phật giáo của Agathocles được đúc theo tiêu chuẩn Ấn Độ (được đúc bằng đồng và có dạng hình vuông hoặc tròn) và khắc họa các biểu tượng Phật giáo như bảo tháp (hay biểu tượng vòm đồi), "cây trong hàng rào chắn song", hoặc sư tử. Những đồng tiền này đôi khi sử dụng tiếng Brahmi,đôi khi lại sử dụng tiếng Kharoshthi, trong khi các vị vua Ấn-Hy Lạp sau này chỉ sử dụng tiếng Kharoshthi.

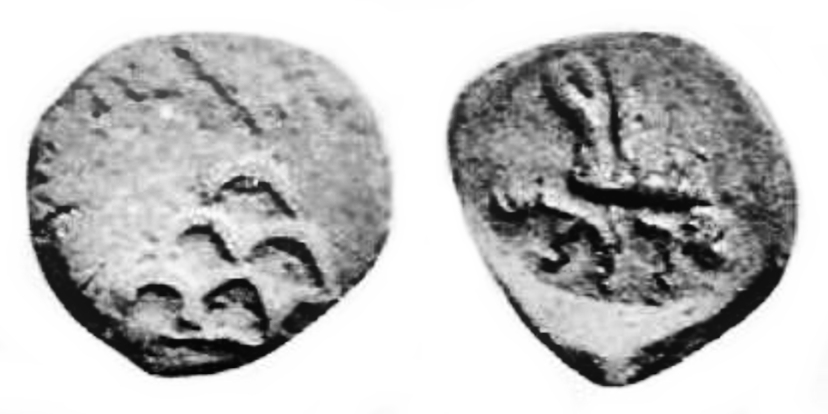
Tiền xu Phật giáo của Agathocles.
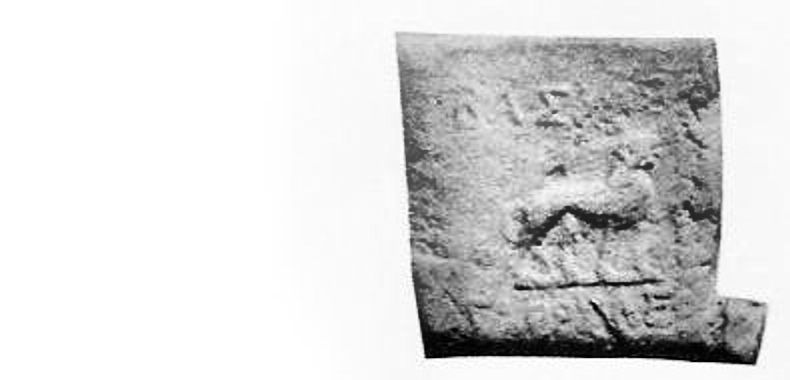
Tiền xu Phật giáo của Agathocles, với hình ảnh sư tử.

### Tiền xu Hindu
Những đồng tiền xu Hindu của Agathocles tuy còn lại rất ít nhưng chúng lại có chất lượng ngoạn mục. Sáu đồng drachmas bạc đúc theo phong cách Ấn Độ đã được phát hiện tại Ai-Khanoum vào năm 1970,khắc họa các vị thần Hindu. Những đồng tiền này được phát hiện vào ngày 3 tháng 10 năm 1970, chúng được cất giấu trong một chiếc bình đựng nước của khách du hành, tại một căn phòng trong tòa thị chính của thành phố Ai-Khanoum. Đây được coi là chìa khóa giúp chúng ta biết được về sự phát triển của hình tượng thần Vaisnava ở Ấn Độ.
| Tiền triều: Demetrius I | Vua Ấn-Hy Lạp (Paropamisade) 190–180 TCN | Kế tục: Apollodotus I |